# Український Яків Григорович
Яків Григо́рович Украї́нський (*1903 Черкаси—†18 липня 1938, Сталіно) — радянський конструктор і стратонавт.

## Біографія
Народився в Черкасах у 1903 році. Батько був дрібним службовцем. Яків Григорович закінчив гімназію.
Під час громадянської війни воював у складі зведеної Петроградсько-Полтавської дивізії курсантів Червоної Армії на польському фронті і проти частин Врангеля.
Закінчив експлуатаційний і повітроплавний факультети Військово-повітряної академії імені М. Є. Жуковського.
Був направлений в дослідно-випробувальний дивізіон, де літав і конструював. Запропонував використовувати гондолу з перехідним шлюзом, спільно з інженером В. К. Астаф'євим розробив легкий скафандр для висотних польотів, першим фотографував Землю за допомогою інфрачервоних променів.
Загинув 18 липня 1938 року під час польоту на стратостаті ВВА-1. Стратостат злетів у підмосковному Звенигороді. Екіпаж складали Яків Григорович Український (командир екіпажу), Кучумів Серафим Костянтинович (другий пілот, відповідальний за радіозв'язок), Батенко Петро Михайлович (дослідник), Столбун Давид Овсійович (лікар). Яків Григорович Український командував цим екіпажем.
На великій висоті відмовило кисневе обладнання, а індивідуальне кисневе обладнання не впоралося з підтриманням життєзабезпечення. Екіпаж стратостата загинув від задухи. Стратостат приземлився в Сталіно (тепер Донецьк). Він потрапив на лінію електропередачі. Куля стратостата вибухнула через те, що вона була заповнена воднем. Екіпаж стратостата був похований в Сталіно.

## Вшанування
У 1953 році на могилі загиблих стратонавтів у Донецьку було встановлено пам'ятник стратонавтам. Одну з вулиць Донецька назвали на його честь — вул. Стратонавта Українського.